# مریت متیاس
مریت الیزابت متیاس (انگلیسی: Merritt Elizabeth Mathias؛ زادهٔ ۲ ژوئیهٔ ۱۹۹۰) بازیکن فوتبال در پست هافبک اهل ایالات متحده آمریکا است.

## باشگاهی
از باشگاه‌هایی که در آن بازی کرده‌است می‌توان به سیتل رین اف سی و اف سی کانزاس سیتی اشاره کرد.

## تیم ملی
وی همچنین در تیم‌های ملی فوتبال United States women's national under-17 soccer team, United States women's national under-23 soccer team، و زنان ایالات متحده آمریکا بازی کرده‌است.